# Europaspiele 2015/Teilnehmer (Lettland)
| Gelbes Symbol für Goldmedaillen mit stilisierten Olympischen Ringen | Graues Symbol für Silbermedaillen mit stilisierten Olympischen Ringen | Braundes Symbol für Bronzemedaillen mit stilisierten Olympischen Ringen |
| ------------------------------------------------------------------- | --------------------------------------------------------------------- | ----------------------------------------------------------------------- |
| 1                                                                   | —                                                                     | 1                                                                       |

Lettland nahm in Baku an den Europaspielen 2015 teil. Vom Latvijas Olimpiskā Komiteja wurden 67 Athleten in 16 Sportarten nominiert.

## Badminton
| Athleten                  | Wettbewerb | Gruppenphase                       | Gruppenphase | Gruppenphase | Gruppenphase | Achtelfinale | Achtelfinale | Viertelfinale | Viertelfinale | Halbfinale | Halbfinale | Finale | Finale   | Rang |
| Athleten                  | Wettbewerb | Gegner                             | Ergebnis     | Punkte       | Rang         | Gegner       | Ergebnis     | Gegner        | Ergebnis      | Gegner     | Ergebnis   | Gegner | Ergebnis | Rang |
| ------------------------- | ---------- | ---------------------------------- | ------------ | ------------ | ------------ | ------------ | ------------ | ------------- | ------------- | ---------- | ---------- | ------ | -------- | ---- |
| Frauen                    |            |                                    |              |              |              |              |              |               |               |            |            |        |          |      |
| Kristīne Šefere           | Einzel     | Lianne Tan                         | 11:21, 8:21  | 0            | 4            | –            | –            | –             | –             | –          | –          | –      | –        |      |
| Kristīne Šefere           | Einzel     | Chloe Magee                        | 9:21, 7:21   | 0            | 4            | –            | –            | –             | –             | –          | –          | –      | –        |      |
| Kristīne Šefere           | Einzel     | Kati Tolmoff                       | 15:21, 13:21 | 0            | 4            | –            | –            | –             | –             | –          | –          | –      | –        |      |
| Ieva Pope Kristīne Šefere | Doppel     | Steffi Annys Flore Vandenhoucke    | 13:21, 17:21 | 0            | 4            | –            | –            | –             | –             | –          | –          | –      | –        |      |
| Ieva Pope Kristīne Šefere | Doppel     | Jelisaweta Scharka Natalja Woizech | 19:21, 10:21 | 0            | 4            | –            | –            | –             | –             | –          | –          | –      | –        |      |
| Ieva Pope Kristīne Šefere | Doppel     | Gabriela Stoewa Stefani Stoewa     | 8:21, 12:21  | 0            | 4            | –            | –            | –             | –             | –          | –          | –      | –        |      |
| Männer                    |            |                                    |              |              |              |              |              |               |               |            |            |        |          |      |
| Reinis Krauklis           | Einzel     | Luka Wraber                        | 10:21, 12:21 | 0            | 4            | –            | –            | –             | –             | –          | –          | –      | –        |      |
| Reinis Krauklis           | Einzel     | Vladzislav Kushnir                 | 19:21, 19:21 | 0            | 4            | –            | –            | –             | –             | –          | –          | –      | –        |      |
| Reinis Krauklis           | Einzel     | Michał Rogalski                    | 16:21, 9:21  | 0            | 4            | –            | –            | –             | –             | –          | –          | –      | –        |      |

## Beachvolleyball
| Athleten                             | Gruppenphase                              | 1. Runde (32er)                          | 1. Runde (32er) | Achtelfinale                                 | Achtelfinale | Viertelfinale                  | Viertelfinale | Halbfinale                            | Halbfinale | Finale/Spiel um Bronze                      | Finale/Spiel um Bronze | Rang |
| Athleten                             | Gruppenphase                              | Gegner                                   | Ergebnis        | Gegner                                       | Ergebnis     | Gegner                         | Ergebnis      | Gegner                                | Ergebnis   | Gegner                                      | Ergebnis               | Rang |
| ------------------------------------ | ----------------------------------------- | ---------------------------------------- | --------------- | -------------------------------------------- | ------------ | ------------------------------ | ------------- | ------------------------------------- | ---------- | ------------------------------------------- | ---------------------- | ---- |
| Frauen                               |                                           |                                          |                 |                                              |              |                                |               |                                       |            |                                             |                        |      |
| Tīna Graudiņa Marta Ozoliņa          | Tschechien 1:2 Italien 1:2 Österreich 2:1 | Ukraine Daria Udovenko Yelyzaveta Sulima | 2:0             | Schweiz Nina Betschart Nicole Eiholzer       | 1:2          | –                              | –             | –                                     | –          | –                                           | –                      |      |
| Männer                               |                                           |                                          |                 |                                              |              |                                |               |                                       |            |                                             |                        |      |
| Mārtiņš Pļaviņš Haralds Regža        | Finnland 2:1 Belarus 2:1 Österreich 2:1   | –                                        | –               | Aserbaidschan Iaroslav Rudykh Neilton Santos | 2:1          | Israel Sean Faiga Ariel Hilman | 2:0           | Tschechien Přemysl Kubala Jan Hadrava | 2:0        | Russland Dmitri Barsuk Jaroslaw Koschkarjow | 2:1                    | Gold |
| Aleksandrs Solovejs Ruslans Sorokins | Griechenland 0:2 Italien 0:2 Ukraine 2:1  | Norwegen Oeivind Hordvik Morten Kvamsdal | 2:1             | Israel Sean Faiga Ariel Hilman               | 0:2          | –                              | –             | –                                     | –          | –                                           | –                      |      |

## Bogenschießen
| Athleten                         | Wettbewerb | Platzierungsrunde | Platzierungsrunde | 1. Runde (64er)   | 1. Runde (64er) | 2. Runde (32er) | 2. Runde (32er) | Achtelfinale | Achtelfinale | Viertelfinale | Viertelfinale | Halbfinale | Halbfinale | Finale/Spiel um Bronze | Finale/Spiel um Bronze | Rang |
| Athleten                         | Wettbewerb | Ringe             | Rang              | Gegner            | Ergebnis        | Gegner          | Ergebnis        | Gegner       | Ergebnis     | Gegner        | Ergebnis      | Gegner     | Ergebnis   | Gegner                 | Ergebnis               | Rang |
| -------------------------------- | ---------- | ----------------- | ----------------- | ----------------- | --------------- | --------------- | --------------- | ------------ | ------------ | ------------- | ------------- | ---------- | ---------- | ---------------------- | ---------------------- | ---- |
| Frauen                           |            |                   |                   |                   |                 |                 |                 |              |              |               |               |            |            |                        |                        |      |
| Anete Kreicberga                 | Einzel     | 604               | 54                | Elena Richter     | 0 : 6           | –               | –               | –            | –            | –             | –             | –          | –          | –                      | –                      |      |
| Männer                           |            |                   |                   |                   |                 |                 |                 |              |              |               |               |            |            |                        |                        |      |
| Eduards Lapsins                  | Einzel     | 589               | 62                | Sjef van den Berg | 0 : 6           | –               | –               | –            | –            | –             | –             | –          | –          | –                      | –                      |      |
| Mixed                            |            |                   |                   |                   |                 |                 |                 |              |              |               |               |            |            |                        |                        |      |
| Anete Kreicberga Eduards Lapsins | Team       | 1193              | 28                | –                 | –               | –               | –               | –            | –            | –             | –             | –          | –          | –                      | –                      |      |

## Boxen
| Athleten         | Wettbewerb                  | 1. Runde (32er)       | 1. Runde (32er) | Achtelfinale   | Achtelfinale | Viertelfinale | Viertelfinale | Halbfinale | Halbfinale | Finale | Finale   | Rang |
| Athleten         | Wettbewerb                  | Gegner                | Ergebnis        | Gegner         | Ergebnis     | Gegner        | Ergebnis      | Gegner     | Ergebnis   | Gegner | Ergebnis | Rang |
| ---------------- | --------------------------- | --------------------- | --------------- | -------------- | ------------ | ------------- | ------------- | ---------- | ---------- | ------ | -------- | ---- |
| Männer           |                             |                       |                 |                |              |               |               |            |            |        |          |      |
| Artjoms Ramlavs  | Leichtgewicht bis 60 kg     | Otar Eranosyan        | 0:3             | –              | –            | –             | –             | –          | –          | –      | –        |      |
| Arturs Ahmetovs  | Halbweltergewicht bis 64 kg | Irakli Melikishvili   | 0:3             | –              | –            | –             | –             | –          | –          | –      | –        |      |
| Mihails Pavlovs  | Weltergewicht bis 69 kg     | Youba Sissokho Ndiaye | 0:3             | –              | –            | –             | –             | –          | –          | –      | –        |      |
| Ņikita Versockis | Halbschwergewicht bis 81 kg | Norbert Harcsa        | 0:3             | –              | –            | –             | –             | –          | –          | –      | –        |      |
| Raitis Sinkēvičs | Schwergewicht bis 91 kg     | –                     | –               | Darren O’Neill | 0:3          | –             | –             | –          | –          | –      | –        |      |

## Fechten
| Athleten           | Wettbewerb   | Gruppenphase | Gruppenphase | 1. Runde (32er) | 1. Runde (32er) | Achtelfinale | Achtelfinale | Viertelfinale | Viertelfinale | Halbfinale / Klassifikation | Halbfinale / Klassifikation | Finale / Platzierung | Finale / Platzierung | Rang |
| Athleten           | Wettbewerb   | Bilanz       | Platzierung  | Gegner          | Ergebnis        | Gegner       | Ergebnis     | Gegner        | Ergebnis      | Gegner                      | Ergebnis                    | Gegner               | Ergebnis             | Rang |
| ------------------ | ------------ | ------------ | ------------ | --------------- | --------------- | ------------ | ------------ | ------------- | ------------- | --------------------------- | --------------------------- | -------------------- | -------------------- | ---- |
| Männer             |              |              |              |                 |                 |              |              |               |               |                             |                             |                      |                      |      |
| Mihails Jefremenko | Degen Einzel | 0:6 Siege    | 7            | –               | –               | –            | –            | –             | –             | –                           | –                           | –                    | –                    |      |

## Judo
| Athleten                | Wettbewerb         | 1. Runde | 1. Runde | 2. Runde             | 2. Runde  | Achtelfinale        | Achtelfinale | Viertelfinale | Viertelfinale | Hoffnungsrunde Halbfinale | Hoffnungsrunde Halbfinale | Halbfinale | Halbfinale | Hoffnungsrunde Finale | Hoffnungsrunde Finale | Finale / Kampf um Bronze | Finale / Kampf um Bronze | Rang |
| Athleten                | Wettbewerb         | Gegner   | Ergebnis | Gegner               | Ergebnis  | Gegner              | Ergebnis     | Gegner        | Ergebnis      | Gegner                    | Ergebnis                  | Gegner     | Ergebnis   | Gegner                | Ergebnis              | Gegner                   | Ergebnis                 | Rang |
| ----------------------- | ------------------ | -------- | -------- | -------------------- | --------- | ------------------- | ------------ | ------------- | ------------- | ------------------------- | ------------------------- | ---------- | ---------- | --------------------- | --------------------- | ------------------------ | ------------------------ | ---- |
| Männer                  |                    |          |          |                      |           |                     |              |               |               |                           |                           |            |            |                       |                       |                          |                          |      |
| Dmitrijs Fedosejenkovs  | Klasse bis 73 kg   | –        | –        | André Alves          | 0002-1003 | –                   | –            | –             | –             | –                         | –                         | –          | –          | –                     | –                     | –                        | –                        |      |
| Mihails Šteinbuks       | Klasse bis 73 kg   | –        | –        | Javier Ramírez       | 000-101   | –                   | –            | –             | –             | –                         | –                         | –          | –          | –                     | –                     | –                        | –                        |      |
| Konstantīns Ovčiņņikovs | Klasse bis 81 kg   | –        | –        | Jevgeni Salejev      | 0001-0101 | –                   | –            | –             | –             | –                         | –                         | –          | –          | –                     | –                     | –                        | –                        |      |
| Aigars Mīlenbergs       | Klasse bis 90 kg   | –        | –        | Guillaume Elmont     | 0003-0102 | –                   | –            | –             | –             | –                         | –                         | –          | –          | –                     | –                     | –                        | –                        |      |
| Jevgeņijs Borodavko     | Klasse bis 100 kg  | –        | –        | Martin Pacek         | 0001-0003 | Frederik Joergensen | 0002-1002    | –             | –             | –                         | –                         | –          | –          | –                     | –                     | –                        | –                        |      |
| Artūrs Ņikiforenko      | Klasse über 100 kg | –        | –        | Oleksandr Hordijenko | 0010-1002 | –                   | –            | –             | –             | –                         | –                         | –          | –          | –                     | –                     | –                        | –                        |      |

## Kanu
| Athleten            | Wettbewerb | Vorlauf    | Vorlauf | Halbfinale | Halbfinale | Finale     | Finale | Rang |
| Athleten            | Wettbewerb | Zeit (min) | Rang    | Zeit (min) | Rang       | Zeit (min) | Rang   | Rang |
| ------------------- | ---------- | ---------- | ------- | ---------- | ---------- | ---------- | ------ | ---- |
| Frauen              |            |            |         |            |            |            |        |      |
| Madara Aldiņa       | K1 200 m   | 0:46,125   | 24      | –          | –          | –          | –      |      |
| Madara Aldiņa       | K1 500 m   | 2:02,771   | 24      | –          | –          | –          | –      |      |
| Männer              |            |            |         |            |            |            |        |      |
| Aleksejs Rumjancevs | K1 200 m   | 0:34,857   | 4       | 0:34,976   | 3          | 0:35,842   | 4      | 4    |
| Aldis Vilde         | K1 1000 m  | 3:46,228   | 25      | 3:41,231   | 25         | –          | –      |      |
| Miķelis Ežmalis     | C1 200 m   | 0:42,362   | 20      | 0:40,547   | 13         | 0:43,736   | 18     | 18   |

## Karate
| Athleten         | Wettbewerb        | Gruppenphase                             | Gruppenphase | Halbfinale | Halbfinale | Finale/Kampf um Bronze | Finale/Kampf um Bronze | Rang |
| Athleten         | Wettbewerb        | Gegner                                   | Ergebnis     | Gegner     | Ergebnis   | Gegner                 | Ergebnis               | Rang |
| ---------------- | ----------------- | ---------------------------------------- | ------------ | ---------- | ---------- | ---------------------- | ---------------------- | ---- |
| Männer           |                   |                                          |              |            |            |                        |                        |      |
| Ruslans Sadikovs | Kumite über 84 kg | Erman Eltemur Ilja Nikulin Rəfael Ağayev | 0:1 1:1 1:3  | –          | –          | –                      | –                      |      |

## Radsport

### BMX
| Athleten          | Wettbewerb | Qualifikation | Qualifikation | Viertelfinale | Viertelfinale | Halbfinale | Halbfinale | Finale   | Finale | Rang |
| Athleten          | Wettbewerb | Zeit          | Rang          | Punkte        | Rang          | Zeit       | Rang       | Zeit     | Rang   | Rang |
| ----------------- | ---------- | ------------- | ------------- | ------------- | ------------- | ---------- | ---------- | -------- | ------ | ---- |
| Frauen            |            |               |               |               |               |            |            |          |        |      |
| Sandra Aleksejeva | Race       | 38,219 s      | 8             | 12            | 4             | –          | –          | 49,069 s | 6      | 6    |
| Männer            |            |               |               |               |               |            |            |          |        |      |
| Kristens Krīgers  | Race       | 33,871 s      | 10            | 10            | 3             | 35,980 s   | 8          | –        | –      |      |
| Edžus Treimanis   | Race       | 33,842 s      | 9             | 10            | 4             | 34,694 s   | 5          | –        | –      |      |
| Rihards Veide     | Race       | 33,932 s      | 12            | 9             | 3             | 1:11,571 s | 8          | –        | –      |      |

### Mountainbike
| Athleten        | Wettbewerb    | Zeit (h) | Rang |
| --------------- | ------------- | -------- | ---- |
| Männer          |               |          |      |
| Arnis Pētersons | Cross-Country | 1:50:04  | 19   |

### Straße
| Athleten            | Wettbewerb      | Zeit       | Rang |
| ------------------- | --------------- | ---------- | ---- |
| Frauen              |                 |            |      |
| Dana Rožlapa        | Straßenrennen   | 3:34:09    | 47   |
| Dana Rožlapa        | Einzelzeitfahrt | 35:18,39   | 12   |
| Männer              |                 |            |      |
| Aleksejs Saramotins | Straßenrennen   | 5:27:29    | 7    |
| Toms Skujiņš        | Straßenrennen   | 5:32:13    | 22   |
| Gatis Smukulis      | Straßenrennen   | 5:28:26    | 15   |
| Gatis Smukulis      | Einzelzeitfahrt | 1:01:55,01 | 7    |

## Ringen
| Athleten                         | Wettbewerb        | 1. Runde             | 1. Runde | Achtelfinale     | Achtelfinale     | Viertelfinale       | Viertelfinale | Halbfinale | Halbfinale | Hoffnungsrunde Viertelfinale | Hoffnungsrunde Viertelfinale | Hoffnungsrunde Halbfinale | Hoffnungsrunde Halbfinale | Hoffnungsrunde Finale | Hoffnungsrunde Finale | Finale | Finale   | Rang   |
| Athleten                         | Wettbewerb        | Gegner               | Ergebnis | Gegner           | Ergebnis         | Gegner              | Ergebnis      | Gegner     | Ergebnis   | Gegner                       | Ergebnis                     | Gegner                    | Ergebnis                  | Gegner                | Ergebnis              | Gegner | Ergebnis | Rang   |
| -------------------------------- | ----------------- | -------------------- | -------- | ---------------- | ---------------- | ------------------- | ------------- | ---------- | ---------- | ---------------------------- | ---------------------------- | ------------------------- | ------------------------- | --------------------- | --------------------- | ------ | -------- | ------ |
| Freistil Frauen                  |                   |                      |          |                  |                  |                     |               |            |            |                              |                              |                           |                           |                       |                       |        |          |        |
| Karalina Tjapko                  | Klasse bis 48 kg  | –                    | –        | Jessica Blaszka  | 1:3              | –                   | –             | –          | –          | –                            | –                            | –                         | –                         | –                     | –                     | –      | –        |        |
| Violeta Ponomarjova              | Klasse bis 53 kg  | –                    | –        | Natalia Budu     | 0:3              | –                   | –             | –          | –          | –                            | –                            | –                         | –                         | –                     | –                     | –      | –        |        |
| Anastasija Grigorjeva            | Klasse bis 63 kg  | –                    | –        | Elina Vaseva     | 5:0              | Walerija Lasinskaja | 1:3           | –          | –          | –                            | –                            | Petra Olli                | 5:0                       | Henna Johansson       | 3:1                   | –      | –        | Bronze |
| Laura Skujiņa                    | Klasse bis 69 kg  | –                    | –        | nicht angetreten | nicht angetreten |                     |               |            |            |                              |                              |                           |                           |                       |                       |        |          |        |
| griechisch-römischer Stil Männer |                   |                      |          |                  |                  |                     |               |            |            |                              |                              |                           |                           |                       |                       |        |          |        |
| Kristaps Kalnakārklis            | Klasse bis 66 kg  | Davide Cascavilla    | 1:3      | –                | –                | –                   | –             | –          | –          | –                            | –                            | –                         | –                         | –                     | –                     | –      | –        |        |
| Jevgēņijs Koļcovs                | Klasse bis 75 kg  | Emrah Kuş            | 1:4      | –                | –                | –                   | –             | –          | –          | –                            | –                            | –                         | –                         | –                     | –                     | –      | –        |        |
| Ceslavs Bestenis                 | Klasse bis 80 kg  | –                    | –        | Selçuk Çebi      | 0:4              | –                   | –             | –          | –          | –                            | –                            | –                         | –                         | –                     | –                     | –      | –        |        |
| Igors Kostins                    | Klasse bis 98 kg  | –                    | –        | Ádám Varga       | 0:4              | –                   | –             | –          | –          | –                            | –                            | –                         | –                         | –                     | –                     | –      | –        |        |
| Freistil Männer                  |                   |                      |          |                  |                  |                     |               |            |            |                              |                              |                           |                           |                       |                       |        |          |        |
| Alberts Jurčenko                 | Klasse bis 74 kg  | –                    | –        | nicht angetreten | nicht angetreten |                     |               |            |            |                              |                              |                           |                           |                       |                       |        |          |        |
| Armands Zvirbulis                | Klasse bis 86 kg  | Dominic Klaus Peter  | 4:0      | István Veréb     | 1:3              | –                   | –             | –          | –          | –                            | –                            | –                         | –                         | –                     | –                     | –      | –        |        |
| Imants Lagodskis                 | Klasse bis 97 kg  | –                    | –        | Jere Heino       | 3:1              | Abdussalam Gadissow | 0:4           | –          | –          | –                            | –                            | –                         | –                         | –                     | –                     | –      | –        |        |
| Dmitrijs Mihailovs               | Klasse bis 125 kg | Ioannis Arzoumanidis | 0:3      | –                | –                | –                   | –             | –          | –          | –                            | –                            | –                         | –                         | –                     | –                     | –      | –        |        |

## Sambo
| Athleten          | Wettbewerb       | Achtelfinale    | Achtelfinale | Viertelfinale | Viertelfinale | Hoffnungsrunde Halbfinale | Hoffnungsrunde Halbfinale | Halbfinale | Halbfinale | Hoffnungsrunde Finale | Hoffnungsrunde Finale | Finale / Kampf um Bronze | Finale / Kampf um Bronze | Rang |
| Athleten          | Wettbewerb       | Gegner          | Ergebnis     | Gegner        | Ergebnis      | Gegner                    | Ergebnis                  | Gegner     | Ergebnis   | Gegner                | Ergebnis              | Gegner                   | Ergebnis                 | Rang |
| ----------------- | ---------------- | --------------- | ------------ | ------------- | ------------- | ------------------------- | ------------------------- | ---------- | ---------- | --------------------- | --------------------- | ------------------------ | ------------------------ | ---- |
| Männer            |                  |                 |              |               |               |                           |                           |            |            |                       |                       |                          |                          |      |
| Artūrs Čerņavskis | Klasse bis 74 kg | Valentin Damian | 1:3          | –             | –             | –                         | –                         | –          | –          | –                     | –                     | –                        | –                        |      |

## Schießen
| Athleten                         | Klasse  | Wettbewerb         | Qualifikation   | Qualifikation | Finale          | Finale | Rang |
| Athleten                         | Klasse  | Wettbewerb         | Ringe/ Scheiben | Rang          | Ringe/ Scheiben | Rang   | Rang |
| -------------------------------- | ------- | ------------------ | --------------- | ------------- | --------------- | ------ | ---- |
| Frauen                           |         |                    |                 |               |                 |        |      |
| Agate Rašmane                    | Pistole | Luftpistole 10 m   | 365             | 31            | –               | –      |      |
| Agate Rašmane                    | Pistole | Sportpistole 25 m  | 575             | 16            | –               | –      |      |
| Männer                           |         |                    |                 |               |                 |        |      |
| Lauris Strautmanis               | Pistole | Luftpistole 10 m   | 570             | 27            | –               | –      |      |
| Lauris Strautmanis               | Pistole | Freie Pistole 50 m | 542             | 22            | –               | –      |      |
| Mixed                            |         |                    |                 |               |                 |        |      |
| Agate Rašmane Lauris Strautmanis | Pistole | Luftpistole 10 m   | 475             | 7             | –               | –      |      |

## Tischtennis
| Athleten      | Wettbewerb | 1. Runde        | 1. Runde | 2. Runde | 2. Runde | Achtelfinale | Achtelfinale | Viertelfinale | Viertelfinale | Halbfinale | Halbfinale | Finale/Spiel um Platz 3 | Finale/Spiel um Platz 3 | Rang |
| Athleten      | Wettbewerb | Gegner          | Ergebnis | Gegner   | Ergebnis | Gegner       | Ergebnis     | Gegner        | Ergebnis      | Gegner     | Ergebnis   | Gegner                  | Ergebnis                | Rang |
| ------------- | ---------- | --------------- | -------- | -------- | -------- | ------------ | ------------ | ------------- | ------------- | ---------- | ---------- | ----------------------- | ----------------------- | ---- |
| Männer        |            |                 |          |          |          |              |              |               |               |            |            |                         |                         |      |
| Matīss Burģis | Einzel     | Adam Pattantyus | 0:4      | –        | –        | –            | –            | –             | –             | –          | –          | –                       | –                       |      |

## Triathlon
| Athleten           | Wettbewerb | Zeit (h)      | Rang          |
| ------------------ | ---------- | ------------- | ------------- |
| Männer             |            |               |               |
| Andrejs Dmitrijevs | Einzel     | nicht beendet | nicht beendet |

## Turnen

### Geräteturnen
| Athletinnen      | Wettbewerb           | Sprung | Sprung | Stufenbarren | Stufenbarren | Boden  | Boden | Schwebebalken | Schwebebalken | Gesamt | Gesamt |
| Athletinnen      | Wettbewerb           | Punkte | Rang   | Punkte       | Rang         | Punkte | Rang  | Punkte        | Rang          | Punkte | Rang   |
| ---------------- | -------------------- | ------ | ------ | ------------ | ------------ | ------ | ----- | ------------- | ------------- | ------ | ------ |
| Frauen           |                      |        |        |              |              |        |       |               |               |        |        |
| Alina Circene    | Qualifikation        | –      | –      | 8,433        | 82           | 10,933 | 75    | 11,566        | 54            | 43,765 | 72     |
| Valerija Grisane | Qualifikation        | 13,400 | 11     | 10,266       | 66           | 12,600 | 34    | 12,433        | 32            | 48,799 | 42     |
| Diāna Jerofejeva | Qualifikation        | 13,016 | 17     | 8,200        | 83           | 10,666 | 76    | 10,533        | 68            | 42,499 | 75     |
| Mannschaft       | Mehrkampf Mannschaft | 26,600 | 19     | 18,699       | 25           | 23,533 | 22    | 23,999        | 19            | 92,831 | 24     |

| Athleten           | Wettbewerb           | Boden  | Boden | Pauschenpferd | Pauschenpferd | Ringe  | Ringe | Sprung | Sprung | Barren | Barren | Reck   | Reck | Gesamt  | Gesamt |
| Athleten           | Wettbewerb           | Punkte | Rang  | Punkte        | Rang          | Punkte | Rang  | Punkte | Rang   | Punkte | Rang   | Punkte | Rang | Punkte  | Rang   |
| ------------------ | -------------------- | ------ | ----- | ------------- | ------------- | ------ | ----- | ------ | ------ | ------ | ------ | ------ | ---- | ------- | ------ |
| Männer             |                      |        |       |               |               |        |       |        |        |        |        |        |      |         |        |
| Vitalijs Kardasovs | Qualifikation        | 12,733 | 68    | –             | –             | 12,133 | 64    | 14,033 | 11     | –      | –      | –      | –    | –       | –      |
| Sergejs Pozņakovs  | Qualifikation        | 13,466 | 52    | 10,266        | 71            | 13,066 | 48    | –      | –      | 12,966 | 63     | 13,166 | 56   | 77,163  | 52     |
| Dmitrijs Trefilovs | Qualifikation        | –      | –     | 13,466        | 26            | –      | –     | –      | –      | 13,266 | 53     | 13,966 | 25   | –       | –      |
| Mannschaft         | Mannschaft Mehrkampf | 26,199 | 25    | 23,732        | 23            | 25,199 | 23    | 28,999 | 9      | 26,232 | 24     | 27,132 | 18   | 157,493 | 23     |

## Wassersport

### Schwimmen
Hier fanden Jugendwettbewerbe statt. Bei den Frauen ist das die U17 (Jahrgang 1999) und bei den Männern die U19 (Jahrgang 1997).
| Athleten        | Wettbewerb          | Vorlauf     | Vorlauf | Halbfinale  | Halbfinale | Finale      | Finale | Rang |
| Athleten        | Wettbewerb          | Zeit        | Rang    | Zeit        | Rang       | Zeit        | Rang   | Rang |
| --------------- | ------------------- | ----------- | ------- | ----------- | ---------- | ----------- | ------ | ---- |
| Frauen          |                     |             |         |             |            |             |        |      |
| Arina Baikova   | 50 m Rücken         | 30,62 s     | 29      | -           | -          | -           | -      |      |
| Arina Baikova   | 100 m Rücken        | 1:06,36 min | 27      | -           | -          | -           | -      |      |
| Arina Baikova   | 200 m Rücken        | 2:28,08 min | 30      | -           | -          | -           | -      |      |
| Dana Kolidzeja  | 50 m Brust          | 32,68 s     | 10      | 32,45 s     | 10         | -           | -      |      |
| Dana Kolidzeja  | 100 m Brust         | 1:14,43 min | 28      | -           | -          | -           | -      |      |
| Männer          |                     |             |         |             |            |             |        |      |
| Daniils Bobrovs | 100 m Brust         | 1:03,71 min | 16      | 1:03,22 min | 10         | -           | -      |      |
| Daniils Bobrovs | 200 m Brust         | 2:17,47 min | 12      | 2:16,00 min | 8          | 2:14,29 min | 7      | 7    |
| Deniss Komars   | 50 m Brust          | 28,89 s     | 13      | 28,44 s     | 6          | 28,47 s     | 7      | 7    |
| Arturs Pesockis | 50 m Schmetterling  | 24,64 s     | 15      | 24,37 s     | 8          | 24,46 s     | 8      | 8    |
| Arturs Pesockis | 100 m Schmetterling | 54,08 s     | 6       | 53,99 s     | 6          | 54,10 s     | 6      | 6    |

### Wasserspringen
Hier fanden die Junioreneuropameisterschaften der U19 (Jahrgang 1997) statt.
| Athleten         | Wettbewerb        | Vorkampf | Vorkampf | Finale | Finale | Rang |
| Athleten         | Wettbewerb        | Punkte   | Rang     | Punkte | Rang   | Rang |
| ---------------- | ----------------- | -------- | -------- | ------ | ------ | ---- |
| Frauen           |                   |          |          |        |        |      |
| Annija Zagorska  | Kunstspringen 1 m | 161,35   | 29       | –      | –      |      |
| Männer           |                   |          |          |        |        |      |
| Georgs Peskisevs | Kunstspringen 1 m | 300,85   | 30       | –      | –      |      |
| Georgs Peskisevs | Kunstspringen 3 m | 282,15   | 32       | –      | –      |      |